# Paravilla castanea
Paravilla castanea är en tvåvingeart som först beskrevs av Jaennicke 1867.  Paravilla castanea ingår i släktet Paravilla och familjen svävflugor. Inga underarter finns listade i Catalogue of Life.